# Histoire évolutive des insectes

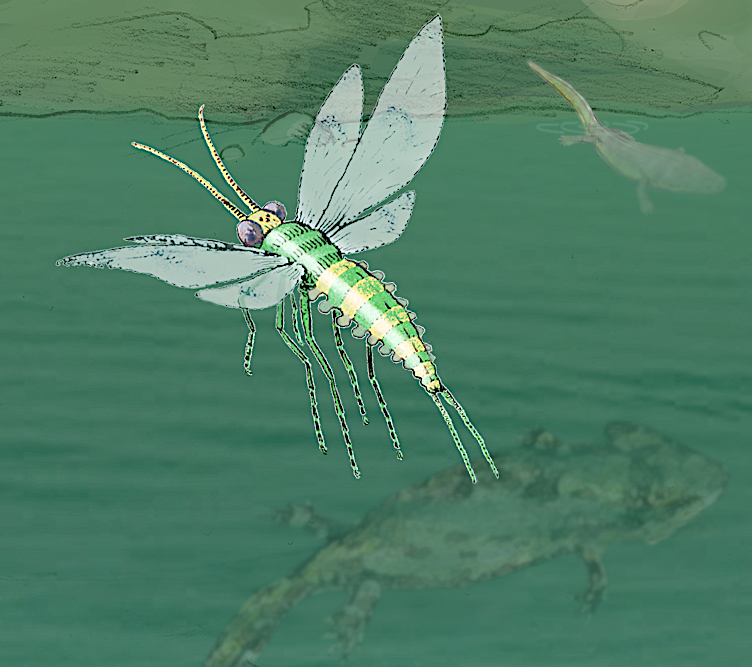
Hypothétique anatomie d'un insecte hexaptère dévonien antérieur aux Paléodictyoptères, à thorax formé de trois métamères séparés et égaux, portant chacun une paire de pattes et une paire d'ailes, et dont les segments abdominaux portent des sclérites latérales.

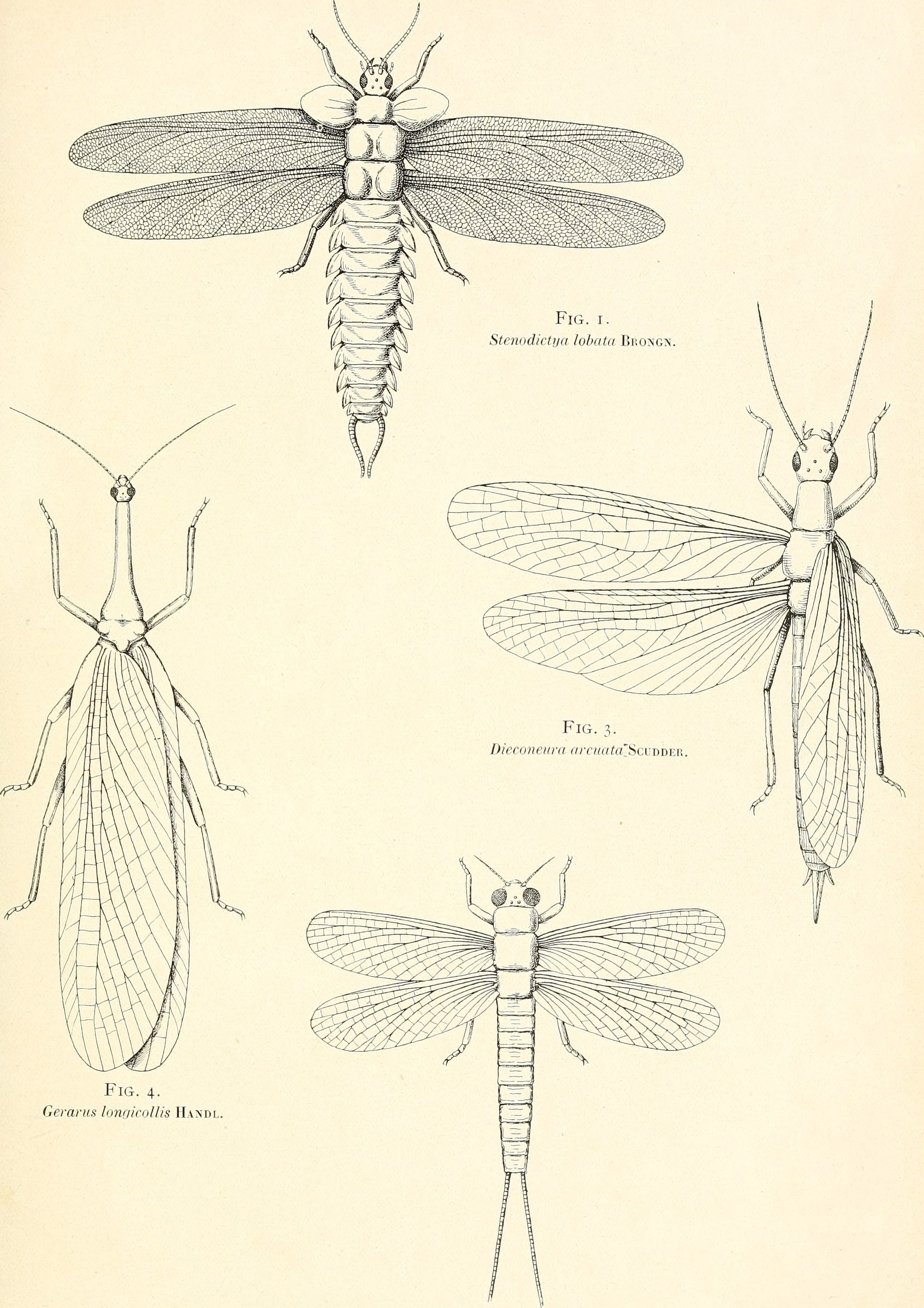
Quelques-uns des premiers insectes volants.

L’histoire évolutive des insectes a livré peu de fossiles. Parmi les Arthropodes, les insectes sont plus proches des Crustacés, avec lesquels ils forment les Pancrustacés.

## Historique
Les insectes étaient autrefois rapprochés des Myriapodes, dont les mille-pattes et les centipèdes. Les insectes et les Myriapodes partageant la présence d'appendices uniramés, la présence de trachées, de tubes de Malpighi, de mandibules formées d'un appendice complet (et non pas de la base d'un appendice comme chez les Crustacés), on a par conséquent longtemps pensé qu'ils avaient un ancêtre commun présentant ces caractères, mais on pense désormais que ces traits sont apparus par convergence évolutive.

## Classification
La notion de Pancrustacés doit beaucoup à la phylogénie moléculaire,, à l'arrangement des gènes mitochondriaux et à l'analyse cladistique des caractères, qui ont conduit à considérer les insectes comme issus de la même lignée que les Crustacés : le clade des pancrustacés est établi à la suite de ces découvertes. Il contient les lignées de crustacés marins qui sont probablement paraphylétiques et les insectes proprement dits, qui sont monophylétiques. Les caractères rapprochant les insectes et les Myriapodes sont donc probablement des convergences évolutives associées à l'adaptation au milieu terrestre (encore inféodés aux milieux humides, les insectes font en effet partie des premiers arthropodes à progressivement sortir des eaux pour devenir réellement terrestres au cours du Dévonien, cette « terrestrialisation » concernant plusieurs lignées de manière indépendante. Le développement du système nerveux des insectes et des Crustacés possède en revanche des similitudes extrêmement frappantes.

## Galerie

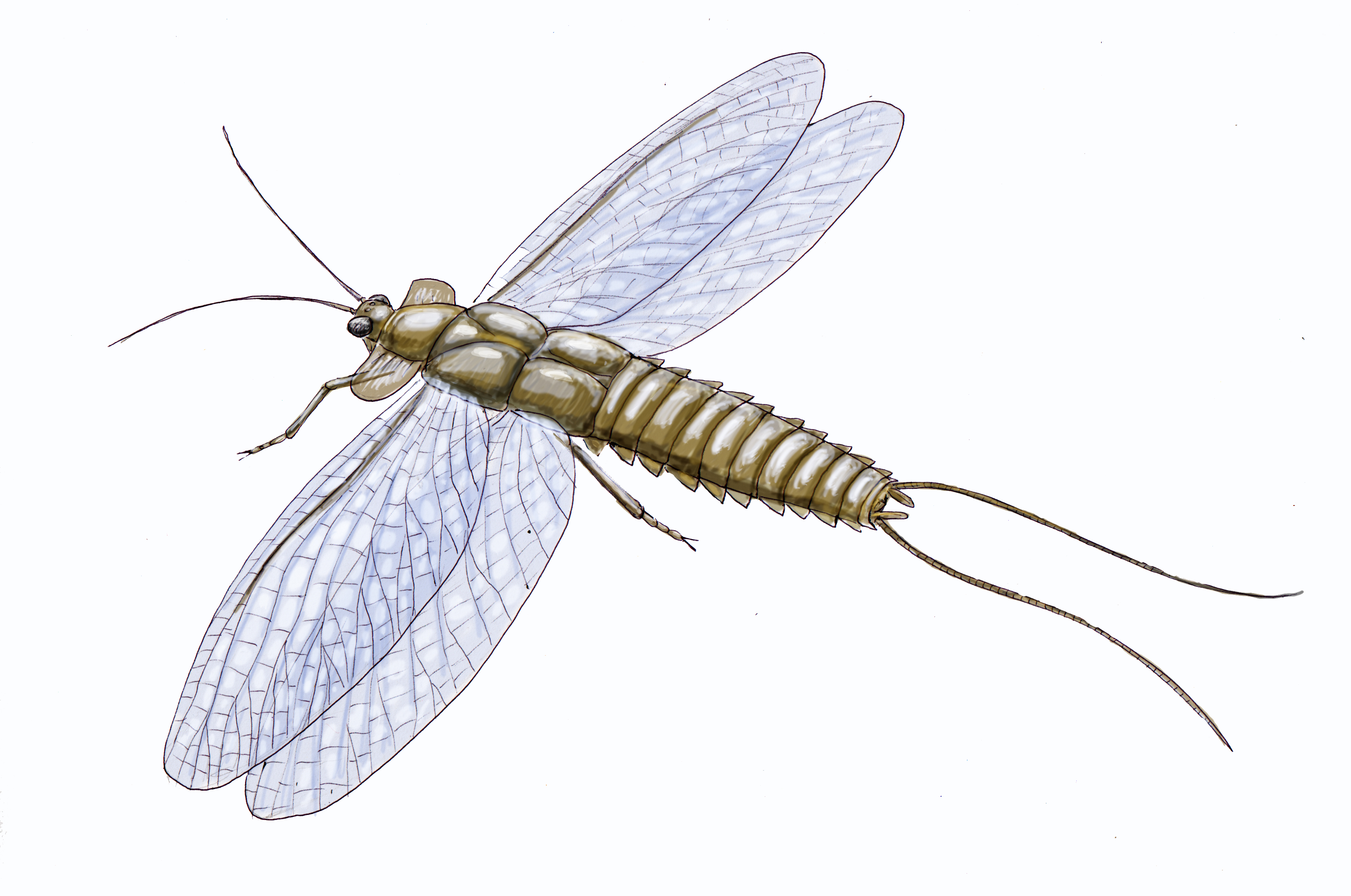
Reconstitution du paléodictyoptère Mazothairos du Carbonifère de l'Illinois (États-Unis) par le paléoartiste Dimitri Bogdanov.
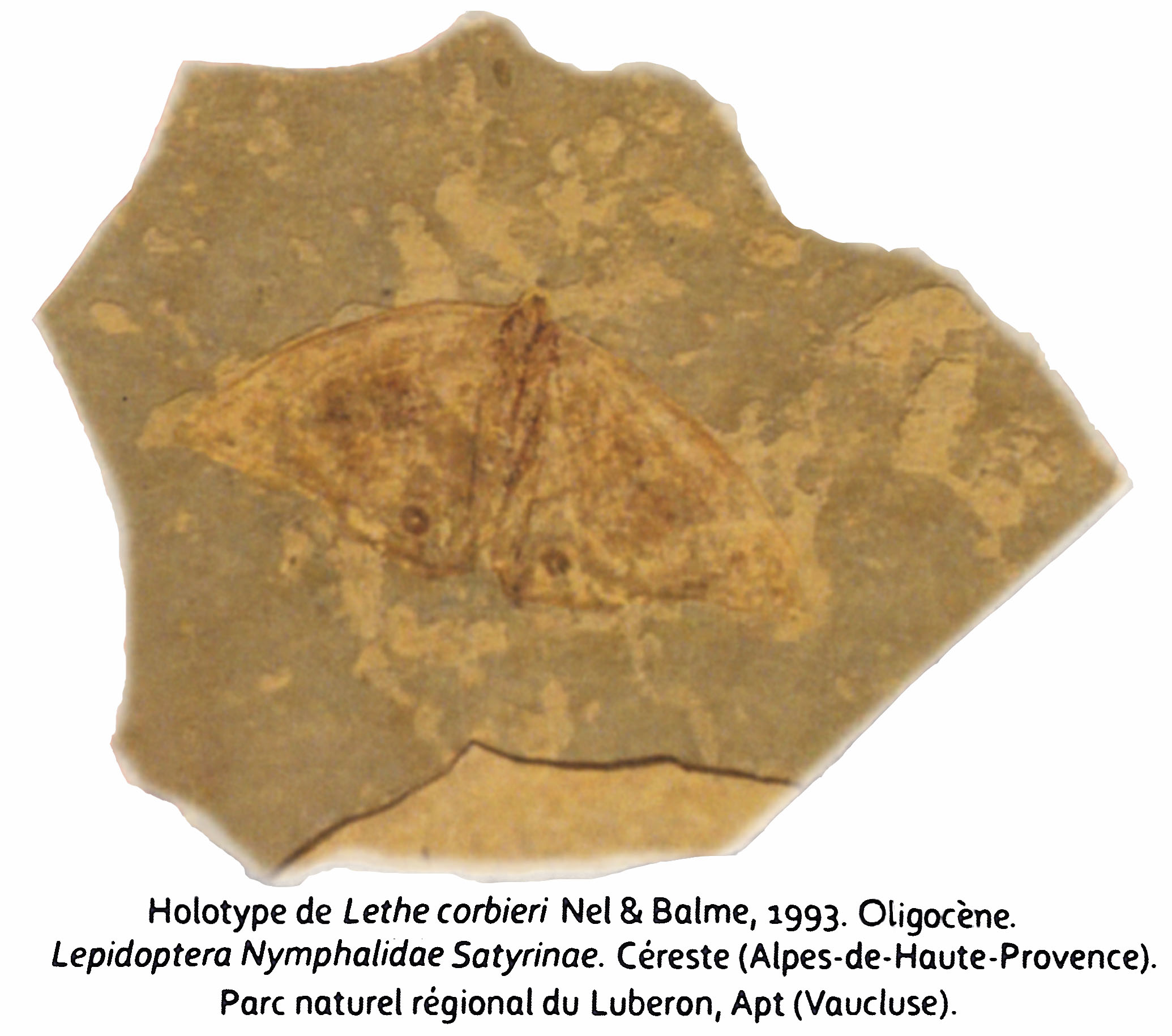
Fossile de Lethe corbieri, papillon de l'Oligocène de Provence (France).
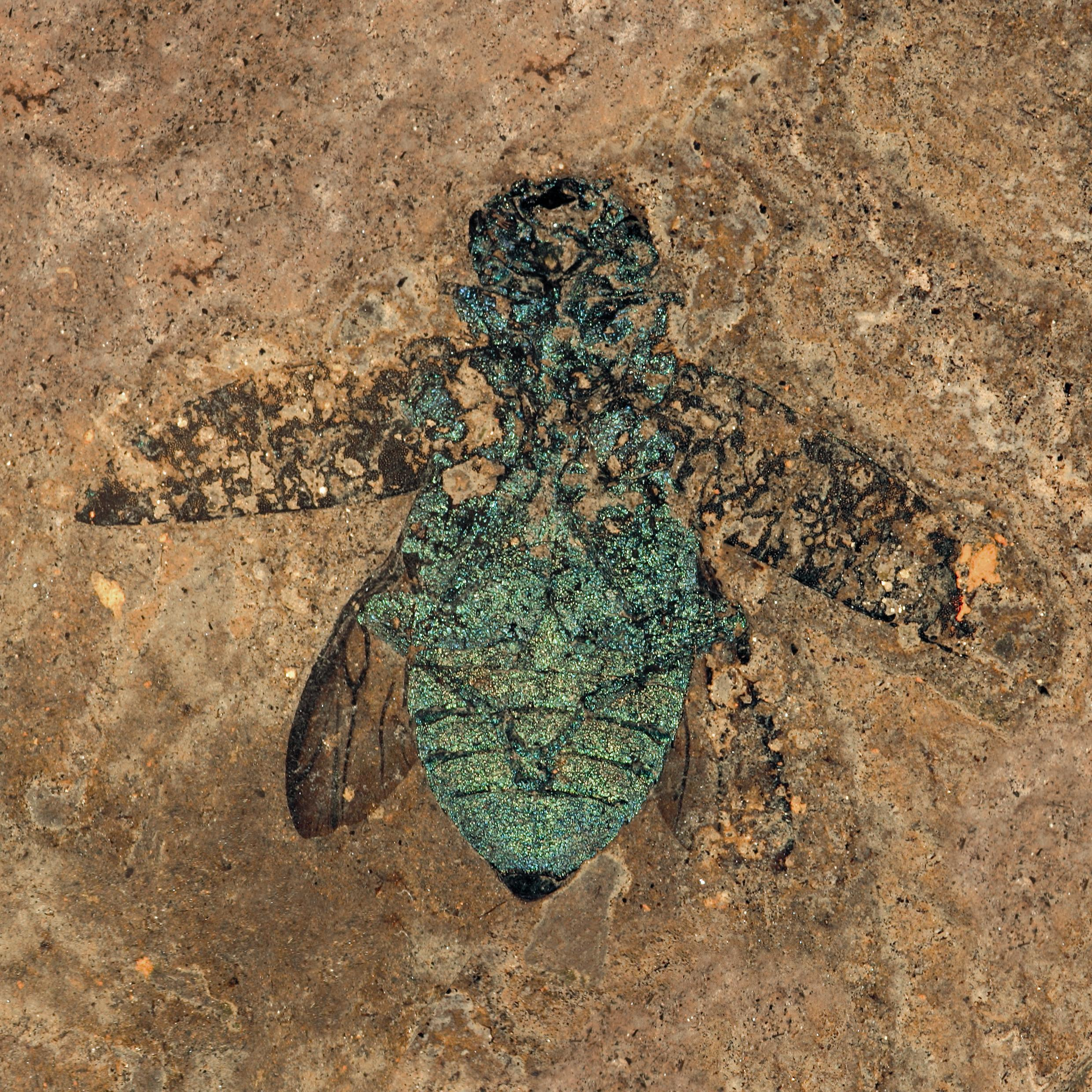
Fossile d'un Bupreste de l'Éocène du site fossilifère de Messel (Allemagne).

## Phylogénie
La sous-classe des Aptérygotes, désignant les insectes aptères, est aujourd'hui considérée comme un regroupement polyphylétique, et les Thysanoures, un des sous-groupes qui la compose, sont considérés plus proches des Ptérygotes (insectes volants) que des Archéognathes, un autre des sous-groupes, en dépit de leur apparence commune. Par exemple, les Thysanoures partagent avec les insectes volants ces mandibules dicondyliques alors que les Archéognathes ont des mandibules monocondyliques. L'aspect similaire des deux groupes d'insectes aptères est vraisemblablement celui des insectes ancestraux, alors que les insectes ailés ont acquis des apparences très différentes.

## Collections de fossiles d'insectes
Selon Paleobiology Database en 2023, les fossiles d'insectes sont au nombre de 5 607 collections d'insectes fossiles référencés.

## Histoire évolutive
Le plus ancien fossile provenant indubitablement d'un insecte, une mandibule, est daté de 400 Ma, c'est-à-dire de l'Emsien, période du Dévonien. C'est déjà une mandibule dicondylique que l'on retrouve aujourd'hui chez les insectes volants. Cela suggère que l'ancêtre commun à tous les insectes, volants ou non, est encore plus ancien et pourrait remonter au Silurien : il a été désigné par l'acronyme « Lucia » pour l'anglais Last Universal Common Insect Ancestor soit « Plus ancien ancêtre commun universel des Insectes ».

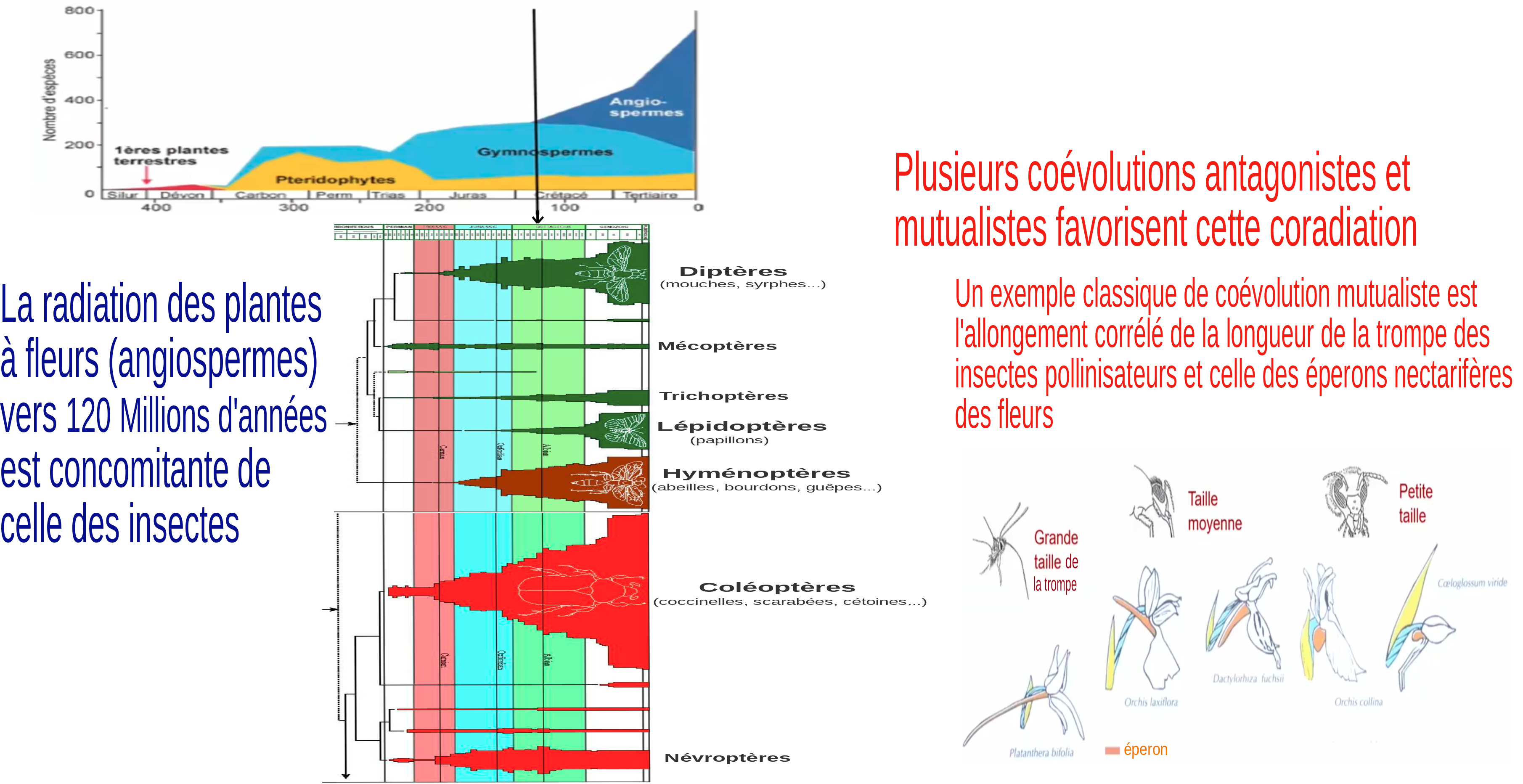
Coévolution des insectes (en bas) et des plantes.

Le plus ancien insecte fossile complet, trouvé à Strud en Belgique en 2012, d'où son nom de Strudiella, est daté de 375 Ma (Dévonien, plus précisément Famennien).
On pense que les ancêtres communs des insectes volants, dont aucun fossile n'a encore été trouvé, avaient des pièces buccales dicondyliques broyeuses non différenciées et un thorax à métamères encore visibles et égaux, portant sur chaque métamère une paire de pattes et une paire de sclérites chitineuses latérales à fonctions initialement thermorégulatrices, sensorielles (détection des vibrations) ou reproductives (émission de vibrations pour la pariade). Ces fonctions ont pu favoriser l'allongement de ces sclérites qui, à partir d'une certaine envergure, ont aussi pu permettre le vol plané et, ultérieurement, le vol ramé. Les ailes sont ainsi apparues et, durant près de 200 millions d'années par la suite, les insectes furent les seuls animaux volants.
Le plus ancien fossile d'insecte volant est déjà un Éphéméroptère identifiable, groupe qui est considéré comme le plus ancien parmi les insectes volants. Certaines nymphes de ce groupe hémimétabole (naïades) ressemblent d'ailleurs à des Thysanoures. Les métamorphoses des insectes pourraient être une adaptation à des saisons très contrastées, alternant de courtes périodes humides d'abondance alimentaire (phase larvaire, croissance) avec de longues périodes sèches de disette (phase imago, migrations, reproduction). À partir du Trias (il y a environ 220 millions d'années), l'apparition de plantes à fleurs a mené à une coévolution entre ces lignées végétales et celles des insectes phytophages devenus pollinisateurs.